# تيموثي رايت
تيموثي رايت (بالإنجليزية: Timothy Wright)‏ هو مغني أمريكي، ولد في 17 يونيو 1947، وتوفي في 23 أبريل 2009 بسبب حادث مرور.

## وصلات خارجية
- تيموثي رايت على موقع ميوزك برينز (الإنجليزية)